# أدوبي فريهاند
أدوبي فريهاند (سابقاً ماكروميديا فريهاند) هو برنامج لإنتاج الرسوميات المتجهية ثنائية الأبعاد أنتجته شركة ماكروميديا والتي اشترتها شركة أنظمة أدوبي في ما بعد. أوقفت شركة أدوبي تطوير البرنامج مع إبقاء دعمه. يذكر أن البرنامج مشابه وضيفيا لبرنامج أدوبي إليستريتور الذي تنتجه أدوبي ولذلك تشجع الشركة مستخدمي فريهاند على التحويل إلى برنامج إليستريتور الذي يحضى بكامل التطوير والدعم.